# Zsótér Donát
Zsótér Donát (Szeged, 1996. január 6. –) magyar labdarúgó.

## Pályafutása

### Klubcsapatokban
Az 1996-os születésű Zsótér már 16 évesen bemutatkozhatott a Videoton FC-ben, 2012. október 10-én egy zalaegerszegi, győztes Ligakupa-meccsen szerepelt először. A tehetséges középpályás az U17-es csapat alappillérének számított, a Vidihez a Puskás Akadémiától érkezett, azt megelőzően a Tisza Volán csapatában szerepelt. A 2014-2015-ös szezon őszi részében a Dunaújváros csapatában játszott kölcsönben, 2015 januárjától másfél idényen át a Puskás Akadémia FC-nél szerepelt, szintén kölcsönben. 2016 nyarán az Újpest FC szerződtette, ám a Nemzetközi Sportdöntő-bíróság a fővárosiakat kizárta az átigazolásokból, így játékjoga a belga  Sint-Truidenséhez került, akik a 2016-17-es idényre kölcsönadták a Budapest Honvédnak, amellyel bajnoki címet szerzett a szezon végén. 2017 nyarán lejárt a szerződése, és így ingyen igazolt Újpestre. Három szezont töltött a lila-fehér csapatnál, ez idő alatt 101 tétmérkőzésen 13 alkalommal volt eredményes a klub mezében és 19 gólpasszt adott csapattársainak. 2018-ban Magyar Kupát nyert a csapattal, a Puskás Akadémia elleni döntőben ő lőtte csapat első gólját. 2020. július 9-én visszatért Kispestre, ahol kettő plusz egy évre szóló szerződést írt alá a Budapest Honvéddal. 2023. június 30-án bejelentették, hogy szerződése lejártával távozik az NB II-be kieső Honvédtól. Augusztus 15-től a Kecskemét csapatában folytatta a pályafutását.

### A válogatottban
2019-ben meghívott kapott Marco Rossi szövetségi kapitánytól a június 8-i és június 11-i Azerbajdzsán és Wales elleni mérkőzésekre készülő felnőtt válogatott bő keretébe, de pályára nem lépett a találkozókon. Novemberben az Uruguay és Wales ellen készülő keretbe újból meghívót kapott.

## Sikerei, díjai
Újpest
- Magyar Kupa
  - kupagyőztes: 2018[10]

 Budapest Honvéd
- Magyar bajnokság (NB I)
  - bajnok: 2016–17[11]

Egyéni
- MLSZ Rangadó Díj: Az év NB I-es felfedezettje: 2016-17[12]